# Аркин, Аркадий Ефимович
Арка́дий Ефи́мович А́ркин (2 сентября 1904, Дмитров, Московская губерния — 3 января 1983, Москва) — советский архитектор, градостроитель. Заслуженный архитектор РСФСР.

## Биография
Аркадий Ефимович Аркин родился 2 сентября 1904 года в городе Дмитрове (ныне Московская область) в семье врача, психолога и педагога, впоследствии действительного члена Академии педагогических наук РСФСР Ефима Ароновича Аркина (1873—1948). В 1920-е годах учился во ВХУТЕМАСе у Н. А. Ладовского (не окончил). В 1931 году окончил Институт пролетарского изобразительного искусства в Ленинграде.
Работал в Гипрогоре, в мастерской И. А. Фомина. Работал у И. В. Жолтовского. Руководил архитектурной мастерской Горстройпроекта. Занимался проектированием жилых районов и домов, санаториев, клубов, театров, дворцов культуры, школ, гостиниц, физкультурных сооружений, монументов. Принимал участие в четырёх архитектурных конкурсах. Член Союза архитекторов СССР с 1932 года. В 1940—1947 годах — старший научный сотрудник Академии архитектуры СССР. Принимал участие в Великой Отечественной войне. С середины 1950-х годов работал в Моспроекте. По его проектам было построено более 300 зданий и сооружений.
Жил в Москве по адресу: Васильевская улица, дом 5. Умер 3 января 1983 года. Похоронен на Введенском кладбище (1 уч.).

## Основные работы
В Москве:

Гостиница «Минск»

- Проект Красного стадиона на Воробьевых горах (1924, в составе группы студентов ВХУТЕИНа, в 1925 проект получил Гран-при на Международной выставке декоративного искусства в Париже)
- Проект театра имени Вл. И. Немировича-Данченко (1932)[6]
- Проект Института востоковедения (1934)[2]
- Проект застройки юго-западного района Москвы (1934)
- Жилой дом НКПС на Беговой улице, 4 (1940, совместно с архитектором А. В. Машинским)[7][8]
- Жилой дом на площади Гагарина[3] (Ленинский проспект, дом 30; с соавторами)
- Жилой дом на проспекте Мира, 38 (1950—1953, совместно с архитектором А. В. Машинским и инженером Н. С. Ивановым)[9][3]
- Проект 2-06-34 «Клуб со зрительным залом на 350 мест» Курортсанпроекта (Бывший дом культуры «Строитель» в Ховрино, на Флотской улице, 25. Выстроен в том же поселке Краснооктябрьский). В настоящее время Дом культуры «Онежский» (1958)
- Наземный вестибюль станции Московского метрополитена Кольцевой линии «Проспект Мира» (1952)[10]
- Центральный дом литераторов на Большой Никитской улице (1959)[4][11]
- Гостиница «Минск» (1964, совместно с архитектором В. Э. Кильпе и инженером С. В. Хвостовым)[4][12]
- Столовая Моссовета в Леонтьевском переулке, 22 (1970-е, с архитектором Г. А. Петровой и инженером Е. Свиридовой)[1][13]
- Проект застройки района Васильевских улиц[3]
- Проект застройки улицы Чехова (1973)[3]
- Плавательный бассейн ДОСААФ в Тушине[4]
- Жилые кварталы Васильевских, Кондратьевских и Грузинских улиц[4]
- Гостиница Московского ипподрома[1]
- Проект типового административного здания для Москвы[1]

В других городах СССР:
- Проект Дома правительства в Симферополе (1934).
- Проект стадиона в Баку (конкурсный проект, 1 премия, совместно с архитекторами П. В. Абросимовым и В. Б. Мелькомовой, 1930 г.)[14]

## Награды и звания
- Заслуженный архитектор РСФСР[2]
- Орден и медали[2]